# Telmatobius oxycephalus
Telmatobius oxycephalus és una espècie de granota que viu a l'Argentina.